# Михайлов, Александр Алексеевич (архитектор)
Алекса́ндр Алексе́евич Миха́йлов, в документах также А. А. Михайлов 1-й (6 [17] августа 1770 — 1847) — русский архитектор, академик и профессор архитектуры Императорской Академии художеств.

## Биография
«Собственной Её Величества алмазных дел мастерской подмастерья сын». Старший брат А. А. Михайлова 2-го. Воспитанник (с 6-и летнего возраста) и ученик Императорской Академии художеств (1776—1791). Ученик архитектора Ю. М. Фельтена. Пенсионер И. И. Бецкого (с 1777). Получил медали Академии художеств: малая серебряная (1788), большая серебряная медаль (1791) и малая золотая медаль за программу: «Публичное увеселительное заведение». Получил аттестат на звание художника с правом на чин XIV класса со шпагой (1791) и был оставлен при Академии художеств.
Определён в Кабинет Ее Императорского Величества (1792). Был признан «назначенным в академики» (1799) за «проект церкви для села». Получил звание академика (1800) «по планам и фасадам соляным и винным магазинам». Определён помощником архитектора при производящихся в Академии художеств постройках (1803) и исполняющим должность адъюнкт-профессора архитектуры. Утверждён в должности адъюнкт-профессора (1809). Избран профессором (1818) по «проекту театра». Уволен от должности помощника архитектора Академии художеств (1819). В 1830 году уволен от службы при Академии художеств.

### Проекты и постройки
- православная церковь святой Екатерины, на Васильевском острове, кроме колокольни, сооруженной впоследствии по проекту архитектора А. М. Болотова (либо Л. Бонштедта). Многие источники приписывают церковь святой Екатерины А. А. Михайлову 2-му.
- части Обуховской и Калининкинской больниц;
- много частных домов в Петербурге;
- Дом губернских присутственных мест (перестройка). Гороховая ул., 2 — Адмиралтейский пр., 6 (1804—1805)[3][4].